# Callisto (Marvel Comics)
Callisto egy kitalált szereplő a Marvel Comics képregényeiben. A szereplőt Chris Claremont író és Paul Smith rajzoló alkotta meg. Első megjelenése az Uncanny X-Men 169. számában volt, 1983 májusában.
Callisto egy mutáns, a Morlockok nevű számkivetett mutánspopuláció vezére volt, akik az Utca nevű alagútrendszerben laktak New York alatt. Callisto elveszítette vezetői pozícióját az X-Men egyik tagjával, Viharral szemben. Vihar azonban nem maradt a Morlockokkal és helyette továbbra is Callisto vezette őket.
Callisto szerepét a 2006-os X-Men: Az ellenállás vége című filmben Dania Ramirez alakította.

## A szereplő története
Callisto múltjáról nagyon kevés információ áll rendelkezésre.
Mielőtt életformát váltott gyönyörű fiatal nő volt. Nem lehet tudni, miként vesztette el fél szemét és hol szerezte az arcán éktelenkedő sebhelyet, ám tény, hogy miután számot vetett önmagával és a társadalommal, úgy ítélte meg, hogy ő, mint mutáns az egyetlen szerep amit betölthet, a lázadó és a számkivetett szerepe.
Ekkortájt fedezte föl Callisto az "Utcát", egy hatalmas, föld alatti alagútrendszert, ami az ötvenes években épült Manhattan alatt az Egyesült Államok kormánya és a Pentagon kezdeményezésére. A vállalkozás atomvédelmi célokat szolgált volna, ám a terv és az egész földalatti rendszer a későbbiek során hivatalosan is feledésbe merült.
Itt rendezkedett be Callisto, rövidesen sorstársra is lelt a mutáns Kaliban személyében, aki képes volt érzékelni más mutánsokat, és idővel jelentős közösséget gyűjtöttek maguk köré, akik mind vélt vagy valós számkivetettségük tudatában csatlakoztak.
Ők lettek a Morlockok- az elnevezés H. G. Wells: Az időgép című regényéből származik, ahol egy föld alatti nemzetséget jelöl. Ezt vette át Callisto.
A nő akkor került először kapcsolatba az X-Mennel, mikor úgy döntött elrabolja Angyalt, hogy az élettársává tegye. Angyal maga az eredeti X-Men alapító tagja volt, így a csapat kétszeresen is kötelességének érezte, hogy a segítségére siessenek, ám valamennyien fogságba estek.
Vihar ekkor a Morlock törvények által biztosított lehetőségekkel élve párviadalra hívta ki Callistót és legyőzte, majd átvehette tőle a mindenkori győztest megillető Morlock fővezéri címet.
Ezzel véget vetett a Morlockok és az X-ek közötti ellenségeskedésnek.
Callisto még egyszer szembekerült az X-ekkel, mikor bosszúból megkísérelte Kitty Pryde-ot kényszeríteni, hogy feleségül menjen Kalibánhoz.
E legutolsó kudarcba fulladt kísérlete óta kényszerű békére, majd egyfajta szövetségre is lépett az X-ekkel.
Callisto szigorú becsületkódex alapján cselekedett, feltett szándéka volt, hogy mindaddig nem hívja ki Vihart, hogy visszavegye a Morlock fővezéri címet, amíg Ororo vissza nem szerzi mutáns képességeit.

## Különleges képességei
Callisto mutáns, akinek mind az öt érzékszerve rendkívül kifinomult. Ezen képességek felső értéke egyelőre ismeretlen. Nemcsak nappali, hanem éjszakai látása is igen fejlett, ennek köszönhetően remekül tájékozódik a föld alatti járatokban. Kifinomult érzékeinek köszönhetően bármilyen élőlényt, állatot, vagy embert képes játszi könnyedséggel becserkészni.
Közelharcban a legleleményesebb ellenfelekkel szemben is életveszélyes küzdőnek bizonyulhat.